# 西早来信号場
西早来信号場（にしはやきたしんごうじょう）は、北海道勇払郡安平町早来富岡にある北海道旅客鉄道（JR北海道）石勝線の信号場である。電報略号はニヤ。事務管理コードは▲132132。

## 歴史
計画時点から旅客は扱わない信号場として計画されていた。

### 年表
- 1981年（昭和56年）10月1日：日本国有鉄道石勝線 千歳空港駅（現・南千歳駅） - 追分駅間開通に伴い西早来信号場として開設[1]。
- 1987年（昭和62年）4月1日：国鉄分割民営化によりJR北海道に継承[1]。
- 1994年（平成6年）度：石勝線・根室線高速化工事に伴い同年度に分岐器を弾性分岐器に交換[5]。

## 構造
2線を有する単線行き違い型一線スルー式の信号場。本線の南千歳方と副本線の新得方に安全側線を設け、分岐器はスノーシェルターで覆っている。追分側はすぐに第2追分トンネルである。
開設当初より職員無配置の無人信号場である。

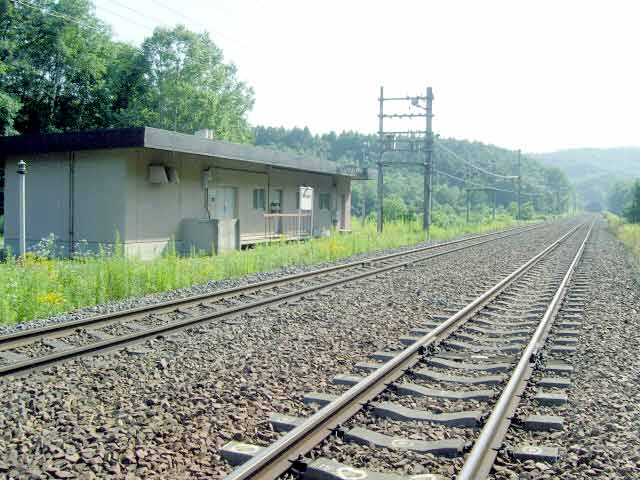
機械室（2004年7月）
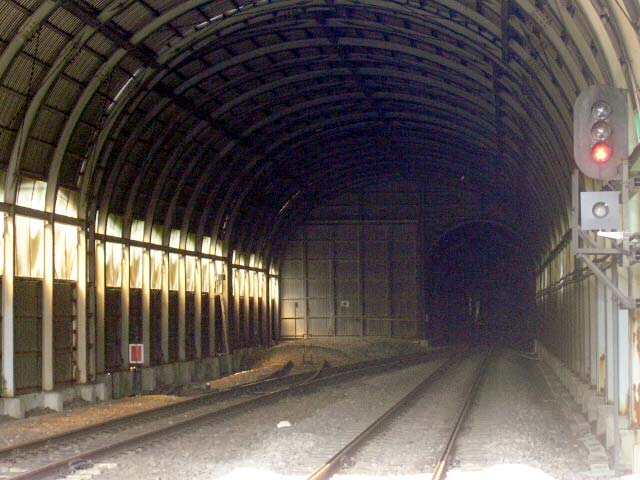
シェルター内（2004年7月）

## 周辺
深い山の中である。周囲には人家等はない。陸上自衛隊東千歳駐屯地と安平駐屯地に挟まれている土地である。

## 隣の駅
北海道旅客鉄道（JR北海道）
■石勝線
南千歳駅 (H14) - （駒里信号場） - （西早来信号場） - 追分駅 (K15)